# Thứ Sáu Tuần Thánh
Thứ Sáu Tuần Thánh hay Thứ Sáu Tốt Lành (tiếng Anh: Holy Friday hay Good Friday) là một ngày lễ diễn ra vào Thứ Sáu trước Lễ Phục Sinh hàng năm. Thứ Sáu Tuần Thánh tiếp nối sau Thứ Năm Tuần Thánh và trước Thứ Bảy Tuần Thánh trong Tam Nhật Thánh.

## Lịch sử
Thứ sáu Tuần Thánh là một ngày lễ rất linh thiêng đối với người theo đạo Kitô giáo, là ngày tưởng niệm cuộc thương khó của Chúa Giêsu. Đặc biệt vào ngày này, cầu nguyện thường được coi trọng với việc đọc những đoạn Phúc Âm viết về những sự việc dẫn tới sự kiện đóng đinh chúa Giêsu vào Thánh giá tại đồi Canvê. Kitô giáo nhìn sự đóng đinh vào Thánh giá là một hành động tự nguyện và được trao phó của Chúa Giêsu và bởi đó, cùng với việc phục sinh vào ngày thứ ba sau khi chết, đã chiến thắng sự chết.
Theo quy định của Giáo hội Công giáo Rôma, Thứ sáu Tuần Thánh là ngày bắt buộc các tín hữu từ 14 đến 60 tuổi phải giữ chay và kiêng thịt. Ở Mỹ, đây không phải một ngày kiêng làm việc, tuy nhiên, người ta chỉ làm việc cho đến khi bắt đầu việc phụng tự buổi chiều. Ở Mỹ Latinh, mọi tín đồ Công giáo kiêng làm việc vào ngày này (cùng với Thứ năm Tuần Thánh). Vào buổi chiều, nghi thức được bắt đầu khoảng từ ba giờ chiều, tương ứng với thời gian Chúa Giêsu chết được viết trong Phúc Âm. Ở một số nước, ngày này là một ngày nghỉ chính thức bao gồm một loạt việc đọc và suy niệm Kinh Thánh. Trong nghi lễ Latinh truyền thống, một linh mục sẽ đọc đoạn Phúc âm viết về Cuộc thương khó của Chúa Giêsu cùng với hai người trợ tế. Không giống việc phụng tự vào những ngày khác, vào Thứ sáu Tuần Thánh, những tấm khăn màu tím bao trùm các ảnh tượng, và một cây Thánh giá đặt gần bàn thờ để tín đồ tôn kính. Việc phụng vụ truyền thống bao gồm một loạt những nghi lễ có hình thức long trọng và có xu hướng cổ truyền bền bỉ, ít có sự cải biến, thậm chí trải qua thời gian dài.

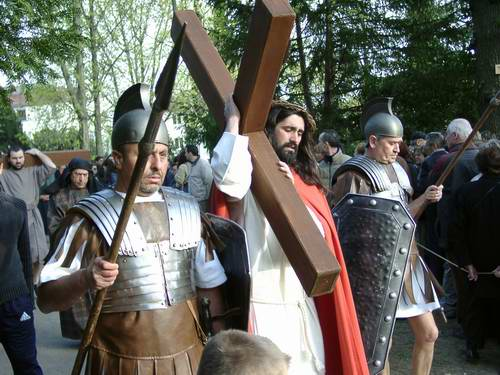
Tái hiện Đàng Thánh Giá và Cuộc thương khó của Giêsu tại Stuttgart, Đức năm 2004

Tại vài quốc gia Tây Phương như tại Đức và Thụy Sĩ, ngày Thứ sáu Tuần Thánh cũng là ngày nghỉ lễ chính thức (bên cạnh Chúa Nhật Phục Sinh và thứ hai kế tiếp cũng là ngày nghỉ lễ chính thức có trả lương). Vào ngày Thứ sáu Tuần Thánh những nơi vui chơi, rạp hát, tiệm buôn đều đóng cửa và cấm khiêu vũ, thi đấu thể thao để tưởng niệm Cuộc thương khó của Chúa Giêsu. Ở Áo và Luxembourg, ngày này chỉ là ngày nghỉ lễ chính thức dành cho Tín hữu Tin Lành.

## Lịch
Thứ sáu Tuần Thánh trong những năm tới theo Kitô giáo Tây phương và Kitô giáo Đông Phương: 
| Năm  | Tây phương | Đông phương |
| ---- | ---------- | ----------- |
| 2017 | 14 tháng 4 | 14 tháng 4  |
| 2018 | 30 tháng 3 | 06 tháng 4  |
| 2019 | 19 tháng 4 | 26 tháng 4  |
| 2020 | 10 tháng 4 | 17 tháng 4  |
| 2021 | 02 tháng 4 | 30 tháng 4  |
| 2022 | 15 tháng 4 | 22 tháng 4  |
| 2023 | 07 tháng 4 | 14 tháng 4  |
| 2024 | 29 tháng 3 | 03 tháng 5  |
| 2025 | 18 tháng 4 | 18 tháng 4  |